# Augmentshemman
Augmentshemman kallades under indelningsverkets tid de hemman, vilkas ränta (augments- eller tilldelningsränta) blivit anvisad till rusthåll. 
Den ersättning, som staten gav rusthållaren vid ordnandet av det indelta kavalleriet, bestod först och främst i befrielse från rotering och eftergift av rustningshemmanets egen ränta. Stundom var denna så stor, att endast en del behövde användas för ändamålet. Men det inträffade också, att rustningshemmanets ränta icke i värde uppgick till det belopp, som ansågs erforderligt för att trygga rusthållets bestånd, och i detta fall anvisades en så kallad augmentsränta till fyllnad. Därtill användes vanligen hemmansräntor, men även kvarnräntor och stundom kronotionde. Var räntan av augmentshemmanet för stor för ett rusthåll, delades den mellan två eller flera, eller anvisades resten till annat ändamål, eller besparades den åt kronan.
I Finland avskaffades augmenten 1886, då rusthållsräntorna indrogs till kronan. De blev därefter vanliga skatte- eller kronohemman.